# Without Me (Eminem)
Without Me è un singolo del rapper Eminem, pubblicato il 14 maggio 2002 come primo estratto dal suo quarto album in studio The Eminem Show.
Il 28 febbraio 2018, la RIAA lo certifica singolo di multiplatino, avendo venduto oltre quattro milioni di copie nel mercato statunitense.
Il 10 novembre 2020 alle ore 13:41 circa, il videoclip ufficiale su YouTube ha raggiunto la soglia di 1 miliardo di visualizzazioni.

## Descrizione
Dopo il successo di The Marshall Mathers LP (2000), Eminem tornò sulle scene con un singolo proposto come il seguito di The Real Slim Shady. Il messaggio che intendeva tramandare era quello di uno che salvava il mondo, ma anche del suo ruolo crescente nell'industria musicale e nella cultura.
Without Me è una canzone  che ironizza sulle tendenze di costume e perfino sulla politica. Tra i bersagli del brano vi sono il vicepresidente degli Stati Uniti Dick Cheney (coi suoi frequenti problemi cardiaci) e sua moglie Lynne Cheney, la stessa MTV, Chris Kirkpatrick degli 'N Sync, i Limp Bizkit, Elvis Presley e Moby. In un verso c'è anche un attacco a Debbie Mathers, madre del rapper: la donna aveva infatti intrapreso un'azione legale contro il figlio, a causa dei testi di My Name Is.
Le parole di apertura ("Due ragazze del parco vanno in giro fuori...") sono ispirate da Buffalo Gals, singolo di Malcolm McLaren, mentre nell'intro parla Obie Trice ("Obie Trice, è il mio vero nome, non è uno scherzo"). All'epoca Obie, sotto contratto con la Shady Records, ottenne anche i suoi primi successi (l'intro in realtà fa parte di un suo brano, Rap Name).

## Video musicale
Il video, diretto da Dr. Dre e Philip G. Atwell, contiene scene che si attengono in gran parte al testo della canzone.
Vi sono Dr. Dre ed Eminem che parodiano Batman e Robin, il primo vestito di nero come un bullo della strada e il secondo da Robin ma con il nome di Rap Boy. La loro "missione" sarebbe salvare i giovani dalle influenze negative della musica. Li si vede scalare la parete esterna di un edificio con delle corde, proprio come avveniva nella notissima serie TV Batman del 1966. Eminem appare anche a piedi nudi in parte del video, nei panni di un paziente trasportato d'urgenza nella corsia di un ospedale (riferimento ad E.R. - Medici in prima linea, qui ribattezzato EM in attinenza con il nome d'arte del rapper). Le attrici porno Jenna Jameson e Kianna Dior appaiono a letto con lui all'inizio del video. Eminem prende in giro anche Osama bin Laden: questi canta alla fine del video ma viene inseguito dai D12, poi alza bandiera bianca e balla con la crew. In una parte del video, più precisamente quella dove si sente ripetere "...guess who's back..." appare un uomo cactus visto nel video Purple Pills dei D12. Tra le altre parodie contenute nel video si riconoscono un'imitazione di Elvis Presley, una critica ai talk-show ed ai reality show moderni.
Parti del clip di Without Me si vedono in altri video (In da Club di 50 Cent, I Know You Don't Love Me di Tony Yayo).
Il video ha ottenuto la certificazione Vevo.

## Premi e riconoscimenti
- Without Me arrivò al primo posto in classifica in Gran Bretagna, Australia e Nuova Zelanda, e al secondo negli Stati Uniti.
- La canzone fu nominata come Record of the Year ai Grammy Awards del 2003 (premio vinto da Norah Jones, per Don't Know Why), prima di Eminem a ricevere una nomina ai Grammy in una categoria di alto profilo. Fu nominata anche come Best Male Rap Solo Performance, ma il premio fu vinto da Hot in Herre di Nelly.
- Il suo video fu premiato agli MTV Video Music Awards come video dell'anno, miglior video maschile, miglior video rap e miglior regia (di Joseph Kahn), ed ebbe anche le nomine come miglior produzione e miglior scelta dello spettatore. Nel 2003 fu anche premiato ai Grammy come Best Short Form Music Video.

## Classifiche

### Classifiche settimanali
| Classifica (2023) | Posizione massima |
| ----------------- | ----------------- |
| Panama            | 171               |
| Polonia           | 88                |

### Classifiche di fine anno
| Classifica (2022) | Posizione |
| ----------------- | --------- |
| Australia         | 56        |
| Lituania          | 35        |
| Classifica (2023) | Posizione |
| Australia         | 91        |
| Polonia           | 96        |
| Svizzera          | 78        |